# Lamprogaster fulvipes
Lamprogaster fulvipes är en tvåvingeart som beskrevs av Malloch 1939. Lamprogaster fulvipes ingår i släktet Lamprogaster och familjen bredmunsflugor. Inga underarter finns listade i Catalogue of Life.